# Suburgatory
 Suburgatory  (no Brasil, Suburgatório) é uma série americana, criada por Emily Kapnek e co-produzida por Michael Fresco. No sitcom conta a vida de Tessa e seu pai George, no subúrbio de Nova York. A série estreou em 28 de setembro de 2011 nos Estados Unidos pela ABC,  no Brasil em 31 de outubro de 2011 no canal Warner Channel e no Portugal em 17 de julho de 2013 no canal AXN White. A série estreou na TV Aberta dia 3 de janeiro de 2013, na madrugada do SBT substituindo As Novas Aventuras de Christine no Tele Seriados 2. 
Em 9 de maio de 2014 a ABC confirmou o cancelamento da série na sua terceira temporada.

## Enredo
Em Manhattan, George Altman, um pai solteiro que ao encontrar uma caixa de preservativos na gaveta da filha adolescente, resolve sair de Nova Iorque e se mudar para um clássico subúrbio americano, onde pretende fazer Tessa levar uma vida mais tranquila, longe de problemas. Em uma nova rotina, ambos descobrem uma vida bem diferente.

## Episódios

### 1ª temporada
- Pilot
- The Barbecue
- The Chatterer
- Don't Call Me Shirley
- Halloween
- Charity Case
- Sweet Sixteen
- Thanksgiving
- The Nutcracker
- Driving Miss Dalia
- Out in the Burbs
- The Casino Trip
- Sex and the Suburbs
- The Body
- Fire with Fire
- Poetic Injustice
- Independence Day
- Down Time
- Entering Eden
- Hear No Evil
- The Great Compromise
- The Motherload - Season Finale

### 2ª temporada
- Homecoming
- The Witch of East Chatswin
- Ryan's Song
- Foam Finger
- Friendship Fish
- Krampus
- Black Thai
- Junior Secretary's Day
- Chinese Chicken
- Yakult Leader
- Body Talk
- Blowtox and Bowel Chips
- T-Ball and Sympathy
- Hash and Eggs
- How to Be a Baby
- Eat, Pray, Eat
- Brown Trembler
- Brown Tremble
- Go, Gamblers
- Apocalypse Meow
- Stray Dogs - Season Finale

## 3ª temporada (Finalizada)
- No Me Gusta, Mami
- Victor Ha
- Open Door Policy
- The Birds and the Biederman
- Blame it on the Rainstick
- About a Boy-Yoi-Yoing
- I’m Just That Not That Into Me
- Catch and Release
- The Ballad of Piggy Duckworth
- No, You Can’t Sit with Us
- Dalia Nicole Smith
- Les Lucioles
- Stiiiiiiill Horny – Seeries Finale

Em 8 de Maio de 2014, a ABC confirmou o cancelamento da série, que por sua vez, teve a terceira temporada encurtada, com apenas 13 episódios.

## Elenco
- Jeremy Sisto .... George Altman - pai de Tessa.
- Jane Levy .... Tessa Altman - filha adolescente de George.
- Cheryl Hines .... Dallas Royce - mãe de Dalia.
- Ana Gasteyer .... Sheila Shay - mãe de Lisa.
- Carly Chaikin .... Dalia Royce - filha de Dallas.
- Rex Lee .... Sr. Wolfe - orientador escolar.
- Allie Grant .... Lisa Shay - amiga de Tessa.
- Alan Tudyk .... Noah Werner - ex-colega de faculdade e amigo de George.
- Chris Parnell .... Fred Shay - marido de Sheila e pai de Lisa.
- Maestro Harrell .... Malik - amigo de Tessa e esposo de Lisa.
- Parker Young .... Ryan Shay - irmão de Lisa e ex-namorado de Tessa.
- Thomas Mcdonell....Scott Strauss -quem Tessa bateu com o carro e teve uma apaixonite

## Audiência na TV Aberta
Exibido no SBT nas madrugadas de sábado para domingo, "Suburgatório/Suburgatory" tem média geral de 2,8 na audiência, o que é arredondado pra 03 pontos. Além disso, no SBT é exibido com a classificação de inadequado para menores de 10 anos.

## Críticas
O show foi recebido com críticas positivas, com uma pontuação inicial de 70 de 100 da Metacritic.